# فايربيس
فايربيس أو فاير بيز (بالإنجليزية: Firebase)‏ عبارة عن مجموعة من خدمات الحوسبة السحابية الخلفية ومنصات تطوير التطبيقات من جوجل. يستضيف قواعد بيانات وخدمات ومصادقة وتكامل لمجموعة متنوعة من التطبيقات، بما في ذلك أندرويد وآي أو إس وجافاسكريبت ونود.جي إس وجافا ويونيتي وبي إتش بي وسي++.

## تاريخ
فايربيس تطورت من إنفولف، وهي شركة ناشئة سابقة أسسها جيمس تامبلين وأندرو لي في عام 2011. قدمت إنفولف للمطورين واجهة برمجة تطبيقات تتيح دمج وظائف الدردشة عبر الإنترنت في مواقع الويب الخاصة بهم. بعد إطلاق خدمة الدردشة، اكتشف جيمس وأندرو أنه تم استخدامها لتمرير بيانات تطبيقات وليس رسائل دردشة. كان المطورون يستخدمون إنفولف لمزامنة بيانات التطبيق مثل حالة اللعبة فوريًا عبر مستخدميهم. قرر جيمس وأندرو فصل نظام الدردشة وبنية التي تدعمه. أسسا فايربيس كشركة منفصلة في عام 2011 وتم إطلاقها للجمهور في أبريل 2012.
كان أول منتج لفايربيس هو قاعدة بيانات الزمن الحقيقي (بالإنجليزية: Firebase Realtime Database)‏، وهي واجهة برمجة تطبيقات تعمل على مزامنة بيانات التطبيق عبر أجهزة آي أو إس وأندرويد والويب، وتخزينها على سحابة فايربيس. يساعد المنتج مطوري البرامج في إنشاء تطبيقات تعاونية في الزمن الحقيقي.
في مايو 2012، بعد شهر من إطلاق النسخة التجريبية، جمع فايربيس تمويلًا أوليًا قدره 1.1 مليون دولار من أصحاب رؤوس الأموال الاستثمارية. في يونيو 2013، جمعت الشركة أيضًا 5.6 مليون دولار.
في عام 2014، أطلق فايربيس منتجين: استضافة فايبربيس (بالإنجليزية: Firebase Hosting)‏ ومصادقة فايربيس (بالإنجليزية: Firebase Authentication)‏، مما أدى إلى وضع الشركة كواجهة خلفية للأجهزة المحمولة كخدمة.[بحاجة لمصدر]
استحوذت جوجل على فايربيس في أكتوبر 2014. وبعد مرور عام استحوذت Google على ديفشوت، وهي منصة استضافة الويب بتنسيق إتش تي إم إل 5، لدمجها مع فريق Firebase.
في مؤتمر جوجل آي/أو مايو 2016، قدمت فايربيس تحليلات فايربيس (بالإنجليزية: Firebase Analytics)‏ وأعلنت أنها تعمل على توسيع خدماتها لتصبح نظامًا أساسيًا موحدًا للواجهة الخلفية كخدمة (بالإنجليزية: Backend as a Service)‏(BaaS) لمطوري الأجهزة المحمولة. يتكامل فايربيس حاليًا مع العديد من خدمات جوجل الأخرى، بما في ذلك منصة جوجل السحابية وأدموب وإعلانات جوجل لتقديم منتجات ونطاق أوسع للمطورين.
أعلنت جوجل في يوليو 2016 عن استحواذها على منصة مطوري الأجهزة المحمولة LaunchKit المتخصصة في تسويق مطوري التطبيقات، واستحوذت جوجل على فابرك وكراشليتكس من شركة تويتر لإضافة هذه الخدمات إلى فايربيس في يناير 2017.
أطلق فايربيس في أكتوبر 2017 سحابة فايرستور (بالإنجليزية: Cloud Firestore)‏، وهي قاعدة بيانات مستندات في الزمن الحقيقي كلاحقة لمنتج قاعدة بيانات الزمن الحقيقي الأصلية.

## خلافات متعلقة بخصوصية المستخدم
يُزعم أن جوجل تستخدم فايربيس لتتبع المستخدمين دون علمهم. تم رفع دعوى قضائية في 14 يوليو 2020 تتهم شركة جوجل بانتهاك قانون التنصت الفيدرالي وقانون الخصوصية في كاليفورنيا. وذكرت أن جوجل جمعت وخزنت بيانات المستخدم عبر فايربيس وتسجيل ما كان يبحث عنه المستخدم في العديد من أنواع التطبيقات حتى لو اتبع المستخدم تعليمات جوجل الخاصة بإيقاف نشاط الويب والتطبيقات التي تجمعها الشركة. رفضت الدعوى في يناير 2022 حيث حكم رئيس قضاة المقاطعة الأمريكية ريتشارد سيبورج بأن الوعد بتجنب جمع بيانات المستخدم لا يرقى إلى مستوى العقد.